# Novella Calligaris
Novella Calligaris (n. 27 decembrie 1954, Padova, Italia) este o înotătoare italiană, medaliată olimpică. A participat la 2 ediții ale Jocurilor Olimpice (1968, 1972) în care a câștigat o medalie de argint și două medalii de bronz.